# 会盟
會盟，即會和盟之合稱，可解作相會結盟，是中國古代一種政治階層間的聯會制度，可追溯到原始部落聯盟會議的形式。歷史上首以春秋諸侯會盟為一大體現，即通過會面談判到一系列典禮而締結盟誓及條約等，會盟所產生的契約或條約除以就地存放契約書或立碑，在後期也有配上丹書鐵券為守信憑證。以白馬之盟為先例所定下的會盟規格，即「以白馬之血作盟，以丹書鐵券為信」，也在4～5世紀時，以道教徒為傳播教理而將此形式傳承了下來。
到中央集權制建立後，在朝廷穩定之時政治層面鮮有會盟，而在多個政治勢力間有需尋求共識時仍常有採用，如酸棗會盟（東漢末年）、清水之盟（唐）、鐵柱會盟（唐）、澶淵之盟（北宋與契丹（遼朝））、涼州會盟（蒙元）等。會盟制也經由契丹與中原接觸及漢化遺存，流傳在蒙古族、女真人等處，沿襲成為固有制度，蒙古傳統各部首領共聚議決大事的習慣。至清代蒙古時，清廷在多倫諾爾會盟後，外藩蒙古接受清廷宗主權，而大清為保障雙方間統治秩序，沿襲盟制度建立蒙古盟旗體系，由理藩院尚書、侍郎等大臣代表大清皇帝與會主持審案，將會盟轉變成大清處理及監管蒙古在地關係事務的一種制度。

## 類別
始源早期的會盟類型，主要以君主和封侯間舉行為主，而後以諸侯間舉行為主。具體以與會者背景不同，而有所細分（包括會而不盟、盟、會盟），而會盟焦點多圍繞解決政治外交問題、締結軍事同盟或兼具兩種目標：

### 國與國層面
- 天子與諸侯會盟：主要存在於夏商周等早期，其時天子把控禮樂征伐、會同諸侯的絕對權力，而禁制諸侯間實施會盟[8]；
  - 巡狩會盟[9]：天子和諸侯間會盟之一種，如有巡狩會同之事會必先向社作出祈禱以達利害一致[10]；

- 諸侯國間會盟：東周以降，天子權威喪失後，諸侯會盟成為主流，而且分為無主之盟（無諸侯擔任盟主）和霸主主盟（尊王攘夷杜絕私自會盟）兩個階段[11]；
  - 諸侯國君與外國卿大夫會盟：一國諸侯有時也會與國外大夫盟會[12]；
- 伯主（霸主）與諸侯會盟[1]：以齊桓、晉文為代表，以盟主易為霸主而成會盟，禮儀有仿效會同之禮，而大多「君行師從」[13]。該類盟會約束下，眾加盟諸侯國有向伯主繳納貢禮、率兵從征的義務，伯主（霸主）則有保護盟國的責任[14]。

### 實體內層面
早期的諸侯國內也有相應會盟形制，以歷史上卿大夫權力影響增長而形成，形式分為：
- 諸侯國君與卿大夫間會盟，為分封制下的分權表徵[15]；
- 諸侯國君與百工、國人、商人等間會盟[1]；

- 卿大夫間會盟，以求結成同盟，或共分權力，或推選盟主；

- 卿族內部的會盟，以求加強宗卿內部團結，共同討伐叛逆[16]。

## 過程
1. 選定會期和會址：選定盟會日期，即稱「徵會」，又稱「求成」、「請期」，而選址時所確定的與會地點，則史稱作「會所」；
2. 排序：按照周代禮制等級對與會者作出尊卑排序，天子權威衰落後盟主會自行依據親疏地緣利害作排序決定；
3. 締結盟書：各方達成一致後擬定盟書，各執一份，並在原地留存一份[17]；
4. 歃血為盟[18]：以獻祭牲畜為主，分為殺牲（刑牲）、取血和歃血三步驟。天子會用牛馬、諸侯用狗豬、士大夫以下用雞[19]。在春秋晚期據考證的會盟則有較多用羊——過程當中「載書」要放在被獻祭的牲畜身上[20]，而取血後照例是由盟主率先飲血，以象徵在盟會內所處地位。與會各方在最後一步歃血時，會將所取血液塗抹於口或飲入少許[21]。
5. 宣讀盟書昭告神明作證[22]，即「盟誓」，隆重地講演所立諾言[20]；
6. 就地保存盟書兼副錄：除在會盟地點就地留存盟書，還會抄錄副本交六官收存保管[23][24]；
7. 饗燕，會盟完畢後，盟主設宴招待與會者[25]。

## 變遷

### 先秦
商代後周興起，封建制度初底形成，部落氏族也向諸侯轉型，而原始的氏族聯合制也隨之一起變遷——雖有日漸發展出君臣體制，而周代各階層包括周天子所封諸侯，沿襲舊日氏族聯合的政治傳統，也基於不同需要而有會盟之舉。這段時期是以早期王侯貴族階級爲中心的召集盟會性質，土地貴族及武將多方常常為爭取不同利益而會盟作戰，略地問鼎，形成過如齊秦、秦楚和三晉等不同的諸侯間實質盟約形式，主導到該段時期的諸多會盟。群雄爭霸時期為諸侯會盟興盛期，及至戰國，會盟逐漸減少而沉寂下去。

### 東漢討伐董卓
東漢末年十八路諸侯為討伐董卓進行酸棗會盟，推舉袁紹為盟主，組成關東聯軍:330。然而聯軍裡僅曹操、孫堅等積極參戰，其他諸侯軍除駐軍未加援助。關東諸侯軍成軍一年多後因糧草告罄再自然解散，成軍期間也積累內部矛盾:61。董卓遷都後，盟約自動失效，原會盟諸侯開始徑自擴張自身領土範圍，陷入相互爭戰。

### 唐代平息地緣爭端
據雲南大理地區一個廣為流傳的王權傳說，及據史籍記載，唐太宗時洱海地區的白蠻、烏蠻各部落為統領權長期爭持不下，「白國主」也即唐封的云南大將軍張樂進求當地斡旋，而召集各部落酋長在白崖城會盟，傳說當時諸部酋長詣白崖鐵柱觀效於天，求占卜定奪執掌權威的人，在祭拜後準備占卜時忽有「祥鳥落肩」細奴邏，與會眾人繼而中止儀式，請由細奴邏登上王位。該次聯會也被稱為「鐵柱會盟」，史學觀點認為是標誌了洱海地區白族形成初步的部族融合，具有里程碑意義，與後來的蒼山會盟可相比擬——這一階段時昆明、僰人、哀牢三部族與漢人是進一步融合。
而大唐與吐蕃間也多次開展會盟，豎立劃界盟碑確定雙方國境邊界，以避免領土擴張衝突，據史記有赤嶺會盟、清水會盟、長慶會盟幾次。尤為注意的是在雙方會盟當中，吐蕃人並不適用「刑牲」、「歃血」等中原傳統祭儀，而遵循佛教傳統代之以圍著佛像轉繞、以三寶作證作為其會盟祭儀。

### 十到十三世紀以降
遼聖宗1004年和北宋簽訂澶淵之盟時起，契丹人便有受到中原文化的影響，有了更加深刻的封建化過程，在方方面面沿習了唐漢體系而重構起游牧民系的民族。其中一個由遼代開始也出現了以白馬兼青牛祭祀作為其特色的會盟形制，而據相關記載相信在契丹皈依佛教後也減少乃至禁止殺生、從而不再獻祭青牛白馬。 不過青牛白馬祭祀借由燕地樞紐，對中原、草原兩邊繼續做出深遠影響，對中原是由金元通俗文學傳播；對草原（游牧民系）則以元室北遷為契機，塑造明代蒙古、滿洲（民系）的會盟形貌。